# Kaplica św. Anny w Podegrodziu
Kaplica Świętej Anny – zabytkowa kaplica mszalna, wzniesiona w 1631, w stylu barokowym znajdująca się w Podegrodziu. Najstarszy murowany zabytek tej miejscowości. O losie obrazu z ołtarza istnieje wiele podań ludowych, jedno z nich mówi, że w to miejsce przyniesiony został przez powódź. Kaplica wpisana jest do rejestru zabytków.
Tablica upamiętniająca 500. rocznicę bitwy pod Grunwaldem i dzwon, podczas II wojny światowej, były zdjęte i schowane po tym, jak rozeszła się wieść o rabowaniu przez Niemców polskich świątyń. Dzwon był przechowywany w studni, natomiast miejsce, w którym ukryto tablicę pozostaje nieznane.

## Architektura
Wybudowana z kamienia i otynkowana. Prostokątna, zamknięta półkoliście. Fasada nieznacznie poszerzona, z uskokowym szczytem, w którym znajduje się wnęka. Wejście i okna zamknięte półkoliście. Dach dwuspadowy, kryty blachą, na którym znajduje się ośmioboczna wieżyczka na sygnaturkę z latarnią i baniastym hełmem. Na ścianie frontowej umieszczono tablicę, upamiętniającą 500-letnią rocznicę bitwy pod Grunwaldem. Nad wejściem głównym znajduje się napis Święta Anno módl się za nami. Z boku kaplicy we wnęce ustawiona jest figura św. Ojca Stanisława Papczyńskiego.
Kaplica otoczona jest starym kamiennym murem z bramką, z czasów budowy świątyni.

## Wnętrze
Wewnątrz ołtarz wczesnobarokowy z połowy XVII wieku. W polu środkowym obraz św. Anny Samotrzeć z 1631 r., manierystyczny, ufundowany przez ks. Sebastiana z Rogów dla kościoła parafialnego. W zwieńczeniu kolisty obraz Veraicon i płaskorzeźba błogosławiącego Boga Ojca. Na antepedium obraz Ucieczki do Egiptu. Na suficie polichromia z około 1913 roku przedstawiająca Niepokalane Poczęcie Maryi Panny i Trójcę Świętą. Pochodzący z kaplicy krucyfiks z XVII wieku przechowywany jest na plebanii.
Wewnątrz znajduje się również niewielki chór. W 2008 r. podczas prac konserwatorskich na parapecie chóru odkryto barokowe malowidła na deskach, prawdopodobnie przeniesione z rozebranego w 1 połowie XIX w. drewnianego kościoła w Podegrodziu. Przedstawiają one postacie św. Antoniego, św. Ignacego i św. Jakuba.